# 빅토리아 빙에
빅토리아 빙에(Viktoria Winge, 1980년 3월 5일 ~ )는 노르웨이의 배우이다.

## 출연 작품
- 올 머스트 다이 (2019)
- 스파이럴 (2012)
- 아크바리움 (2010)
- 아버지를 대접합니다 (2009)
- 스크래치 (2008)
- 프릿 빌트 2 (2008)
- 막스 마누스: 맨 오브 워 (2008)
- 프릿 빌트 (2006)
- 리프라이즈 (2006)